# Добравица
Добравица е село в Западна България, разположено в живописен район на Западна Стара планина. То се намира в Община Своге, Софийска област.

## География
Село Добравица се намира в Понор планина, дял от Западна Стара планина. Понор планина е включена в мрежата „Натура 2000“ като зона за опазване на дивите птици „Понор“ и като част от зона за опазване на местообитанията „Западна Стара планина“. Надморската височина, на която се разпростира селото е в рамките от 700 м. до 1100 м., а околните върхове достигат до 1400-1500 м. Теренът е силно пресечен, с множество оврази, дерета, скални отвеси и свлачища. Селото е разположено на южен склон, обрасъл с издънкови гори, борови насаждения, храсталаци и ливади. Махалите на селото са разделени с малки долчинки, възвишения, оврази и др. Основните скали в района са палеозойски и мезозойски варовици, което обяснява намирането на множество вкаменелости на мекотели, миди и др. водни животни.
В селото и около него има множество извори. Два от тези извора са каптирани и захранват с питейна вода част от съседното село Брезе. От изток и север селището е обградено с високи отвесни скали, като в средата те са черни. Оттам идва и името „Църнио камик“, с което е известен скалния комплекс. Землището на Добравица граничи със земите на следните села: на юг с Искрец, на запад с Брезе, на североизток със Зимевица и на изток с Добърчин и махала Меча поляна. До Добравица се стига по асфалтов път, построен в края на 1980-те години.

## История
Старото име на Добравица е Загъжене. Селото е споменато за първи път в османски документи от 1576 като Жагизани. Селото получава новото си име след Втората световна война, когато е преименувано на граничещата с него седловина Добровица. В началото на 50-те години на 19 век селото наброява 128 къщи, а през 20-те години на 20 век е имало 537 къщи. През 1971 в селото са живеели 350-400 души. Историята на селото е свързано с пастирската култура и икономика, произлизаща от отглеждането на овце, които са били един от основните поминъци.
Местните хора и сега използват старото име на селото. Още в древността тук е имало тракийско селище. Сега това място се нарича Градище и има много легенди за него. Според сведения на братята Х. и К. Шкорпил на близкия скален връх Стол, който е част от скалния комплекс, обграждащ Добравица, е имало древно тракийско светилище. След идването на римляните тракийското селище е превърнато в римски гарнизон. Римляните са изградили много такива гарнизони и пътища в околните землища. Някои от пътищата могат да се открият и сега. Концентрацията на толкова гарнизони може да се обясни с това, че наблизо е минавал главния римски път за Константинопол. Естествено след това тези гарнизони са управлявани от Византия, но постепенно за загубили своето първоначално значение. Открит е от този период глинен водопровод, който е захранвал Градището с питейна вода. Открити са множество керамика, бойни оръжия и предмети от бита..

## Културни и природни забележителности
Природните забележителности на Добравица са много. Скални образувания, пещери, водопади, понори и други. Най-известни в района са водопада Добравишка скакля на около 2 километра от селото и пещерата „Елата“ която е най-голямата в Понор планина.

## Редовни събития
На св. св. Константин и Елена в селото се организира голям събор.